# Leibniz-Forschungsinstitut für Molekulare Pharmakologie
Das Leibniz-Forschungsinstitut für Molekulare Pharmakologie (FMP, nach dem ursprünglichen Namen Forschungsinstitut für Molekulare Pharmakologie, von 2006 bis Mai 2017 Leibniz-Institut für Molekulare Pharmakologie) ist eine Forschungseinrichtung, die unter der Trägerschaft des Forschungsverbundes Berlin e. V. (FVB) steht und Mitglied der Leibniz-Gemeinschaft ist. Das Institut hat seinen Sitz in Berlin auf dem Campus Berlin-Buch, seine Forschungsaktivitäten sind der Grundlagenforschung im Fachgebiet der Lebenswissenschaften sowie der Molekularbiologie und der Pharmakologie zuzuordnen. Kennzeichnend für die wissenschaftliche Arbeit am FMP ist eine enge Verknüpfung von Chemie und Biologie. Das Institut wurde 1992 auf Empfehlung des Wissenschaftsrates gegründet und geht zurück auf das seit 1976 bestehende Institut für Wirkstofforschung der Akademie der Wissenschaften der DDR (Gründungsdirektor: Peter Oehme). Durch den Umzug des FMP in ein neu errichtetes Institutsgebäude wechselte der Standort im Jahr 2000 von Berlin-Friedrichsfelde nach Berlin-Buch.

## Forschung und Entwicklung
Wissenschaftler des FMP erforschen biologische Schlüsselprozesse und damit auch Ursachen von Krankheiten auf der Ebene der Moleküle, zum Beispiel von Krebs und Alterungsprozessen, darunter Osteoporose neurologische sowie neurodegenerative Erkrankungen. Ein Fokus liegt hier auf Struktur, Funktion und Interaktionen von Proteinen und deren gezielter Beeinflussung. Dazu werden moderne Technologien entwickelt und genutzt, wie die Wirkstoffsuche mittels Screening-Methoden, NMR-Techniken, kryogene Elektronenmikroskopie, hochauflösende Lichtmikroskopie und Massenspektrometrie.
Organisatorisch gliedert sich das Institut in drei Bereiche:
- Molekulare Physiologie und Zellbiologie
- Strukturbiologie
- Chemische Biologie

### Molekulare Physiologie und Zellbiologie
FMP-Forscher des Bereichs Molekulare Physiologie und Zellbiologie erforschen den intrazellulären Transport und die Ionenhomöostase im endosomal-lysosomalen System. Thomas Jentsch und seine Arbeitsgruppe konnten nachweisen, dass der von intrazellulären Chloridkanälen (ClCs) vermittelte Austausch von Chloridionen und Protonen und nicht allein der Chlorid-Transport essentiell für die Funktion von Endosomen und Lysosomen ist. Seine Arbeitsgruppe entdeckte und charakterisierte eine große Zahl von Ionenkanalkrankheiten (‚Channelopathies‘), die verschiedene Gewebe, unter anderem das Zentralnervensystem, Niere und Knochen betreffen. Das Jentsch Labor identifizierte den lange gesuchten Volumen-regulierten Anionenkanal VRAC, der auch für organische Osmolyte und Aminosäuren wie Glutamat permeabel und damit für die Signaltransduktion von Bedeutung ist.
Volker Haucke hat gemeinsam mit Jens von Kries und Kollegen spezifische Inhibitoren der vom Protein Clathrin vermittelten zellulären Aufnahme entwickelt, die bei der Bekämpfung viraler oder bakterieller Infektionen von Bedeutung sein könnten., Ferner hat das Haucke Labor Schlüsselfunktionen von Phosphoinositlipiden in zellulären Aufnahmeprozessen entdeckt. in der endolysomalen Membranhomeostase sowie der Remodellierung von Organellen entdeckt. So konnte die Gruppe zeigen, dass das Lipid Phosphatidylinositol-3,5-Bisphosphat den axonalen Transport von Organellen steuert, welche für die Bildung von Synapsen, zentralen Elementen der Erregungsübertragung im Nervensystem, von Bedeutung sind.  Ferner fand das Haucke Labor heraus, dass Clathrin und assoziierte Adapterproteine maßgeblich an der Wiederverwendung synaptischer Vesikel beteiligt sind.
Ivan Horak und seine Mitarbeiter zeigten, dass eine Störung der Interferonexpression durch Mutationen in dem Transkriptionsfaktor ICSBP in Mäusen sowohl zu einer erhöhten Anfälligkeit für Virusinfektionen führt als auch für eine fehlerhafte Hämatopoese verantwortlich ist, die eine chronische myeloische Leukämie in den Tieren auslöst.

### Strukturbiologie
Strukturbiologen des FMP entwickeln und verwenden verschiedene strukturbiologische und biophysikalische Techniken: Festkörper- und Lösungs-NMR, Kryoelektronenmikroskopie, Cross-Linking Massenspektrometrie, MD Simulationen, und Modellierung. NMR-basierte Methoden werden verwendet, um wichtige zelluläre Proteine und ihre Interaktionspartner im atomaren Detail aufzuklären. Hieraus ergeben sich Hinweise auf Wirkmechanismen dieser Proteine und deren Beeinflussung durch Wirkstoffe. Ein Schwerpunkt liegt auf der Weiterentwicklung der Magischer-Winkel-Festkörper-NMR-Spektroskopie zur Strukturbestimmung Membran-integrierter oder -assoziierter Proteine, von Elementen des Zytoskeletts oder sehr großen, dynamischen Proteinkomplexen. Die Gruppe von Hartmut Oschkinat löste mit dieser Methode erstmals die Struktur von Oligomeren des Hitzeschock-Proteins alphaB-Kristallin, das in vielen Zellen zur Reduktion von Stress durch extreme Temperaturen synthetisiert wird. Zudem wird die Methode der dynamischen Kernpolarisation (dynamic nuclear polarisation, DNP) weiterentwickelt, die wenig verfügbare Proteine der Strukturaufklärung zugänglich macht.
Die Gruppe um Adam Lange beschäftigt sich mit integrativen NMR und EM Strukturbestimmungen von pharmakologisch bedeutsamen biologischen Zielen und bestimmte u. a. atomare Strukturen der bakteriellen Typ III Sekretionsnadel, dem Zytoskelettprotein Bactofilin
und dem flexiblen DNA Kanal von SPP1 Bakteriophagen.
Seine Gruppe beschäftigt sich zudem mit der Struktur, Dynamik und Funktion von zwei Klassen von Membranproteinen, den Kationkanälen und den Rhomboidproteasen.
In der Arbeitsgruppe von Sigrid Milles werden zwei verschiedene Spektroskopietechniken kombiniert, die NMR-Spektroskopie und die Einzelmolekül-Fluoreszenzspektroskopie, um die Funktion von intrinsisch ungeordneten Proteinen, d. h. Proteinen ohne stabile dreidimensionale Struktur, zu analysieren.
Daniel Roderer untersucht mit seiner Gruppe den strukturellen Hintergrund der Interaktion von Bakterien aus dem menschlichen Mikrobiom mit Zelloberflächenrezeptoren auf Tumorzellen und Immunzellen mittels Kryoelektronenmikroskopie und Kryo-Tomographie.

### Chemische Biologie
Gruppen der Chemischen Biologie untersuchen die biologische Funktion zellulärer Zielmoleküle mit biochemischen Ansätzen. Mit Hochdurchsatz-Screening und der Entwicklung von Molekülen zu analytischen Werkzeugen gehen sie erste Schritte zu neuen pharmakologischen und medizinischen Erkenntnissen. So wurden Phenylhydrazonopyrazolonsulfonate (PHPS1) in Zusammenarbeit mit dem Max-Delbrück-Zentrum für Molekulare Medizin (MDC) als Inhibitoren der onkogenen Phosphatase Shp2 identifiziert, einem Zielmolekül in der Entstehung von Krebs. Die Arbeitsgruppe von Volker Hagen entwickelte durch Licht aktivierbare (sogenannte „caged“) zyklische Nukleotide und spannungssensitive Farbstoffe, die eine detaillierte molekulare Analyse von Signalverarbeitung in lebenden Tieren, zum Beispiel des Einflusses von chemoattraktiven Substanzen auf das Schwimmverhalten mariner Wirbelloser, erlauben. Die Arbeitsgruppe von Michael Beyermann konnte durch den Einbau von unnatürlichen Aminosäuren in den G-Protein-gekoppelten CRF-Rezeptor photochemische und click-chemische Sonden nutzen, um den Komplex aus dem Rezeptor und seinem Urocortin-Peptidliganden aufzuklären. Ein weiterer Schwerpunkt sind posttranslationale Modifikationen (PTMs) und die Synthese funktioneller Proteine und Konjugate. Die Gruppe von Christian Hackenberger synthetisierte das mit der Alzheimer-Krankheit verknüpfte Tau-Protein, um das pathologische Aggregationsverhalten von Tau zu beeinflussen. Eine neu entwickelte chemoselektive Staudinger-Phosphitreaktion ermöglichte sowohl die PEGylierung und intrazelluläre Stabilisierung pro-apoptotischer Peptide als auch eine zielgerichtete, ortsspezifische Phosphorylierung von Peptiden an Lysinresten, was möglicherweise Bedeutung für die Regulation der Genexpression hat.

## Kooperationen
Das Institut unterhält Kooperationsbeziehungen zu nationalen und internationalen Universitäten, außeruniversitären Forschungseinrichtungen und der Wirtschaft. Besonders enge Verbindungen bestehen zu den Berliner Universitäten. Weitere Partner sind z. B. das Max-Delbrück-Centrum für Molekulare Medizin (MDC), das European Molecular Biology Laboratory (EMBL) in Heidelberg und die Schering AG.